# Neochera javana
Neochera javana är en fjärilsart som beskrevs av Rothschild 1896. Neochera javana ingår i släktet Neochera och familjen nattflyn. Inga underarter finns listade i Catalogue of Life.